# Hominí de Maludong

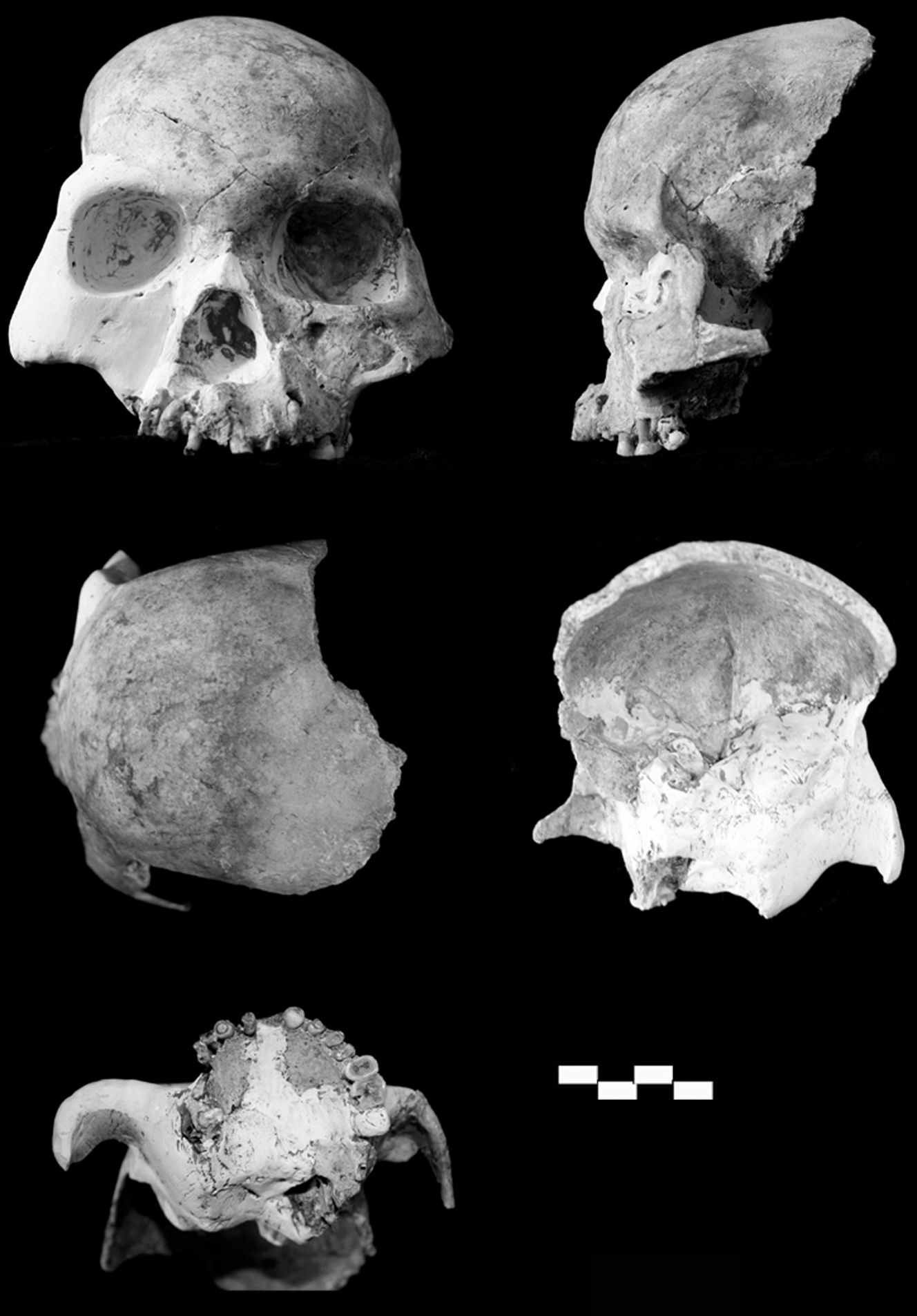
Crani d'un homínid de Maludong parcialment reconstruït

Amb «hominí de Maludong» es fa referència a diversos fòssils d'homínids d'estatut taxonòmic sota debat, datats entre 11.500 i 14.500 anys, descoberts a la Xina en les coves de Longlin i de Maludong (o coves del cérvol o Red Deer Cave en anglès, en referència al gran nombre de grans cérvols que sembla que s'hi van consumir). Segons els autors del primer estudi, les ossamentes pertanyarien a una espècie diferent de l'Homo sapiens presentant una barreja de caràcters arcaics i moderns, desapareguda sense haver contribuït al patrimoni genètic dels humans moderns.

## Descoberta

Mandíbules

El 1979 va sortir a la llum un crani parcial d'homínid a la cova de Longlin, en la regió del Guangxi (a la Xina). Més endavant van descobrir-se altres ossamentes humanes a la cova de Maludong, a la província del Yunnan. Mitjançant la datació pel carboni 14 indica que els fòssils poden tenir una edat compresa entre 14.500 i 11.500 anys. Això contrasta amb el criteri que altres espècies d'Homo, com ara Homo neanderthalensis i Homo floresiensis, havien desaparegut ja en aquella època, a excepció de l'home modern Homo sapiens.

## Anatomia
Malgrat la seva edat relativament recent, els fòssils presenten trets característics d'humans arcaics : cara plana, nas ample, mandíbula ampla sense mentó, grans molars, celles prominents, ossos del crani espaiats i cervell de volum moderat.

## Estatus taxonòmic
Encara que les característiques físiques dels homínids de Maludong suggereixen que podrien ser una espècie humana desconeguda fins llavors, els científics que els van descobrir encara dubten a definir una nova espècie. Chris Stringer del Museu d'història natural de Londres ha suggerit que els individus podrien ser resultat de la hibridació entri Denisovians i humans moderns. Uns altres científics més escèptics argueixen que els trets físics observats se situen en el si de la mateixa variabilitat de les poblacions humanes actuals.
Els darrers estudis amb fòssils de fèmur semblarien indicar fins i tot parentesc proper amb espècies humanes tan antigues com Homo habilis o Homo erectus.
Les temptatives d'extraure'n l'ADN han estat fins ara infructuoses. Només mitjançant la seqüenciació de l'ADN es podrà establir amb certesa el seu grau de parentesc amb els humans moderns.